# A Very Glee Christmas
«A Very Glee Christmas» (рус. Очень хоровое Рождество) — десятый эпизод второго сезона американского музыкального телесериала «Хор», показанный телеканалом Fox 7 декабря 2010 года. Эпизод стал предрождественским, а также серединой второго сезона, после чего последовал двухмесячный перерыв. В эпизоде хор собирает пожертвования для детского приюта в качестве рождественского подарка. Бриттани просит Санта-Клауса вернуть Арти способность ходить, а Рэйчел безуспешно пытается помириться с Финном. Преподавательский состав школы играет в Секретного Санту, но в результате манипуляций Сью Сильвестр все подарки достаются ей.
В эпизоде прозвучали кавер-версии семи рождественских песен. «Last Christmas» была выпущена в качестве благотворительного сингла ещё годом ранее, а также вошла в альбом Glee: The Music, The Christmas Album, кроме композиции «Welcome Christmas», которая была выпущена также в качестве цифрового сингла, доступного для скачивания в сети. Композиции «Baby, It’s Cold Outside» в исполнении Даррена Крисса и Криса Колфера добралась до 27 строчки в чарте Billboard Hot 100, а «Welcome Christmas» — до 37-й.

## Сюжет
Педагогический состав школы МакКинли решает провести традиционную рождественскую игру — Секретный Санта, однако Сью Сильвестр (Джейн Линч) подменяет имена учителей на своё и в итоге получает все подарки. Руководитель хора Уилл Шустер (Мэтью Моррисон) призывает хористов в честь Рождества собрать денег для малоимущих посредством исполнения песен в классах, однако идея провалилась: и студенты, и учителя отказались сотрудничать с хором. Между тем в академии Далтон в Вествилле, штат Огайо, бывший студент МакКинли Курт (Крис Колфер) поёт вместе с Блейном (Даррен Крисс) песню «Baby, It’s Cold Outside». Уилл Шустер обращается к Курту за советом насчёт подарка Сью, и Курт рассказывает ему, что влюблён в Блейна.
Рэйчел (Лиа Мишель) пытается наладить отношения с Финном (Кори Монтейт), для чего идёт вместе с ним выбирать рождественскую ель. Финн говорит ей, что ему слишком больно от того факта, что уже две девушки изменили ему с Паком (Марк Саллинг). Арти (Кевин Макхейл) узнаёт, что его подруга Бриттани (Хизер Моррис) всё ещё верит с Санта-Клауса. В качестве одолжения Бриттани Арти уговаривает остальных членов хора посетить Санту в одном из торговых центров, где Бриттани могла бы загадать желание, а Арти — выполнить его от лица Санты. Бриттани просит у Санты вернуть Арти возможность ходить, и Арти обращается за помощью к тренеру Шэннон Бист (Дот Джонс), чтобы та оделась Сантой и сказала Бриттани, что её желание выполнить невозможно. Бист соглашается и приходит к Бриттани, говоря ей, что не все желания можно выполнить. Бриттани расстраивается и теряет рождественский дух. Однако позже она находит под ёлкой устройство ReWalk — высокотехнологичное изобретение, позволяющее передвигаться людям с параличом нижних конечностей. Арти демонстрирует устройство хору, однако никто не знает, кто его подарил. Бриттани убеждена, что это Санта, но за дверью за ними наблюдает тренер Бист и улыбается.
Уилл и другие преподаватели решают забрать свои подарки у Сью и отдать их бездомным и малоимущим. Возмущённая Сью при помощи болельщицы Бекки (Лоурен Поттер) переодевается в Гринча — рождественского антагониста из детских сказок. Она крадёт подарки и разоряет рождественское дерево, сделанное членами хора. Когда они обнаруживают, что всё пропало, им удаётся уговорить преподавателей собрать денег на новые подарки. Сью подслушивает их исполнение «Welcome Christmas» и сожалеет о своих действиях. Когда Уилл возвращается домой, Сью вместе с членами хора встречает его там.

## Реакция
Эпизод получил преимущественно положительные отзывы. Роберт Каннинг из IGN дал ему 8 баллов из 10 возможным, назвав «духом сезона», однако «чуть-чуть не дотягивающим до уровня классического». Али Семигран из MTV назвал пару Арти и Бриттани «лучшей парой МакКинли», оценил исполнение «Baby, It’s Cold Outside» Криссом и Колфером, а также добавил, что эпизод вполне соответствует рождественскому духу — «с чудесами и подарками». Бобби Хакинсон из Houston Chronicle также назвал лучшим музыкальным номером серии «Baby, It’s Cold Outside» и охарактеризовал Сью в образе Гринча — «мисс беспощадная». По мнению Джеймса Понивозика из Time, лучшей сюжетной линией эпизода стала линия с Арти и Бриттани. По его словам, эпизод стал лучшим среди тех, где внимание было сосредоточено на Арти, — «Wheels» и «Dream On». Он также отметил, что было изначально понятно, что устройство ReWalk не поднимет Арти с инвалидного кресла и даст ему возможность танцевать ввиду особенностей сериальных вселенных, но факт того, что Бриттани в Рождество захотела увидеть Арти на ногах — не что иное, как «счастливый конец».